# マルティン・ケラー
マルティン・ケラー（Martin Keller、1986年9月26日 ‐ ）は、ドイツ・ロッホリッツ出身で短距離走が専門の陸上競技選手。100mの自己ベストはドイツ歴代3位タイの10秒07。2013年に追い風参考記録ながらドイツ選手初の9秒台となる9秒99をマークした選手である。

## 経歴
2013年5月11日、100mで追い風参考記録ながら9秒99（+3.7）をマーク。公認記録ではないものの、追い風参考記録も含めてドイツ選手初の9秒台を達成した。
2013年8月2日、100mでドイツ歴代2位（当時）の記録となる10秒07（+0.1）をマークし、ドイツ記録（当時10秒06）に0秒01差と迫った。

## 自己ベスト
記録欄の（　）内の数字は風速（m/s）で、+は追い風を意味する。
| 種目 | 記録           | 年月日        | 場所           | 備考              |
| 屋外 | 屋外           | 屋外          | 屋外           | 屋外              |
| ---- | -------------- | ------------- | -------------- | ----------------- |
| 100m | 10秒07 (+1.0)  | 2013年8月2日  | ヴァインハイム | ドイツ歴代3位タイ |
| 100m | 9秒99w (+3.7)  | 2013年5月11日 | クレアモント   | 追い風参考記録    |
| 200m | 20秒98 (+0.1)  | 2014年6月7日  | クレアモント   |                   |
| 200m | 20秒88w (+4.6) | 2013年5月11日 | クレアモント   | 追い風参考記録    |
| 屋外 |                |               |                |                   |
| 60m  | 6秒65          | 2011年2月26日 | ライプツィヒ   |                   |
| 200m | 21秒90         | 2006年2月4日  | ケムニッツ     |                   |

## 主要大会成績
| 年   | 大会             | 場所       | 種目    | 結果    | 記録          | 備考     |
| ---- | ---------------- | ---------- | ------- | ------- | ------------- | -------- |
| 2008 | オリンピック     | 北京       | 4x100mR | 5位     | 38秒58 (4走)  |          |
| 2009 | 世界選手権       | ベルリン   | 100m    | 2次予選 | 10秒40 (-0.7) |          |
| 2009 | 世界選手権       | ベルリン   | 4x100mR | 予選    | DNF (4走)     |          |
| 2010 | ヨーロッパ選手権 | バルセロナ | 4x100mR | 3位     | 38秒44 (4走)  |          |
| 2012 | ヨーロッパ選手権 | ヘルシンキ | 4x100mR | 予選    | 39秒04 (4走)  | 決勝進出 |
| 2013 | 世界選手権       | モスクワ   | 100m    | 予選    | 10秒32 (-0.2) |          |
| 2013 | 世界選手権       | モスクワ   | 4x100mR | 4位     | 38秒04 (4走)  |          |
| 2014 | 世界リレー (en)  | ナッソー   | 4x100mR | 7位     | 38秒69 (4走)  |          |